# William Paley
William Paley (Peterborough, 14 de julho de 1743 - Bishopwearmouth, 25 de maio de 1805) foi um teólogo e filósofo britânico. Autor da obra Natural Theology, argumentou que a complexidade e adaptações dos seres vivos eram prova da intervenção divina na criação, no que se veio chamar "analogia do relojoeiro".

## Pensamento
Os Princípios de Filosofia Moral e Política de Paley foi um dos textos filosóficos mais influentes no final do Iluminismo na Grã-Bretanha. Foi citado em vários debates parlamentares sobre as leis do milho na Grã-Bretanha e em debates no Congresso dos Estados Unidos. O livro permaneceu um manual estabelecido em Cambridge até a era vitoriana. Charles Darwin, como estudante de teologia, foi obrigado a lê-lo quando fez seus estudos de graduação no Christ's College, mas foi a Teologia Natural de Paley que mais impressionou Darwin, embora não fosse um livro para alunos de graduação. Retratos de Paley e Darwin se enfrentam no Christ's College até hoje.

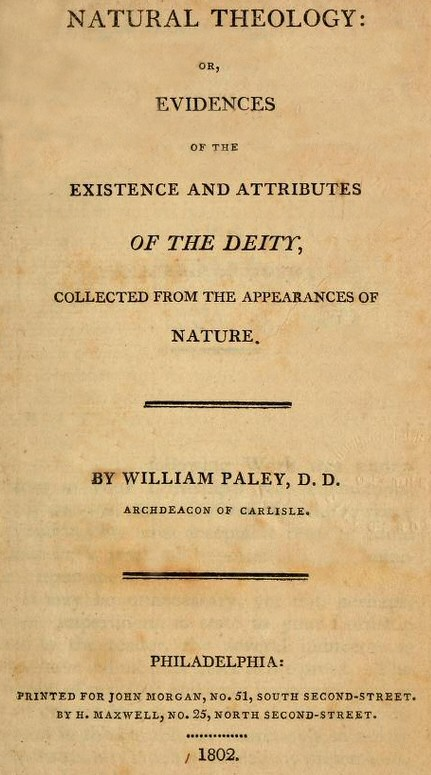
Página de título da Teologia Natural de William Paley ou Evidências da Existência e Atributos da Divindade, 1802

Paley também é lembrado por suas contribuições à filosofia da religião, à ética utilitarista e à apologética cristã. Em 1802, ele publicou Teologia Natural; ou, Evidências da Existência e Atributos da Divindade, seu último livro. Como ele afirma no prefácio, ele viu o livro como um preâmbulo para seus outros livros filosóficos e teológicos; na verdade, ele sugere que a Teologia Natural deve ser lida primeiro, a fim de construir uma compreensão sistemática de seus argumentos. O principal argumento de seu argumento era que o desígnio de Deus de toda a criação podia ser visto na felicidade geral, ou bem-estar, que era evidente na ordem física e social das coisas. Esse livro se enquadrava na ampla tradição da teologia natural obras escritas durante o Iluminismo; e isso explica por que Paley baseou muito de seu pensamento em John Ray (1691), William Derham (1711) e Bernard Nieuwentyt (1750).
O argumento de Paley é construído principalmente em torno da anatomia e da história natural. “De minha parte”, ele diz, “eu me posiciono na anatomia humana”; em outro lugar, ele insiste na "necessidade, em cada caso particular, de uma mente projetada inteligente para o planejamento e determinação das formas que os corpos organizados apresentam". Ao apresentar seu argumento, Paley empregou uma ampla variedade de metáforas e analogias. Talvez o mais famoso seja sua analogia entre um relógio e o mundo. Historiadores, filósofos e teólogos costumam chamar isso de analogia do relojoeiro. Com base nessa analogia mecânica, Paley apresenta exemplos da astronomia planetária e argumenta que os movimentos regulares do sistema solar se assemelham ao funcionamento de um relógio gigante. Para reforçar seus pontos de vista, ele cita o trabalho de seu velho amigo John Law e do astrônomo real John Brinkley de Dublin.
O germe da ideia pode ser encontrado em escritores antigos que usaram relógios de sol e epiciclos ptolomaicos para ilustrar a ordem divina do mundo. Esses tipos de exemplos podem ser vistos na obra do antigo filósofo Cícero, especialmente em seu De natura deorum, ii. 87 e 97.  A analogia do relógio foi amplamente usada no Iluminismo, por deístas e cristãos. Assim, o uso do relógio por Paley (e outros objetos mecânicos como ele) deu continuidade a uma longa e frutífera tradição de raciocínio analógico que foi bem recebido por aqueles que liam Teologia Natural quando foi publicado em 1802.

## Legado

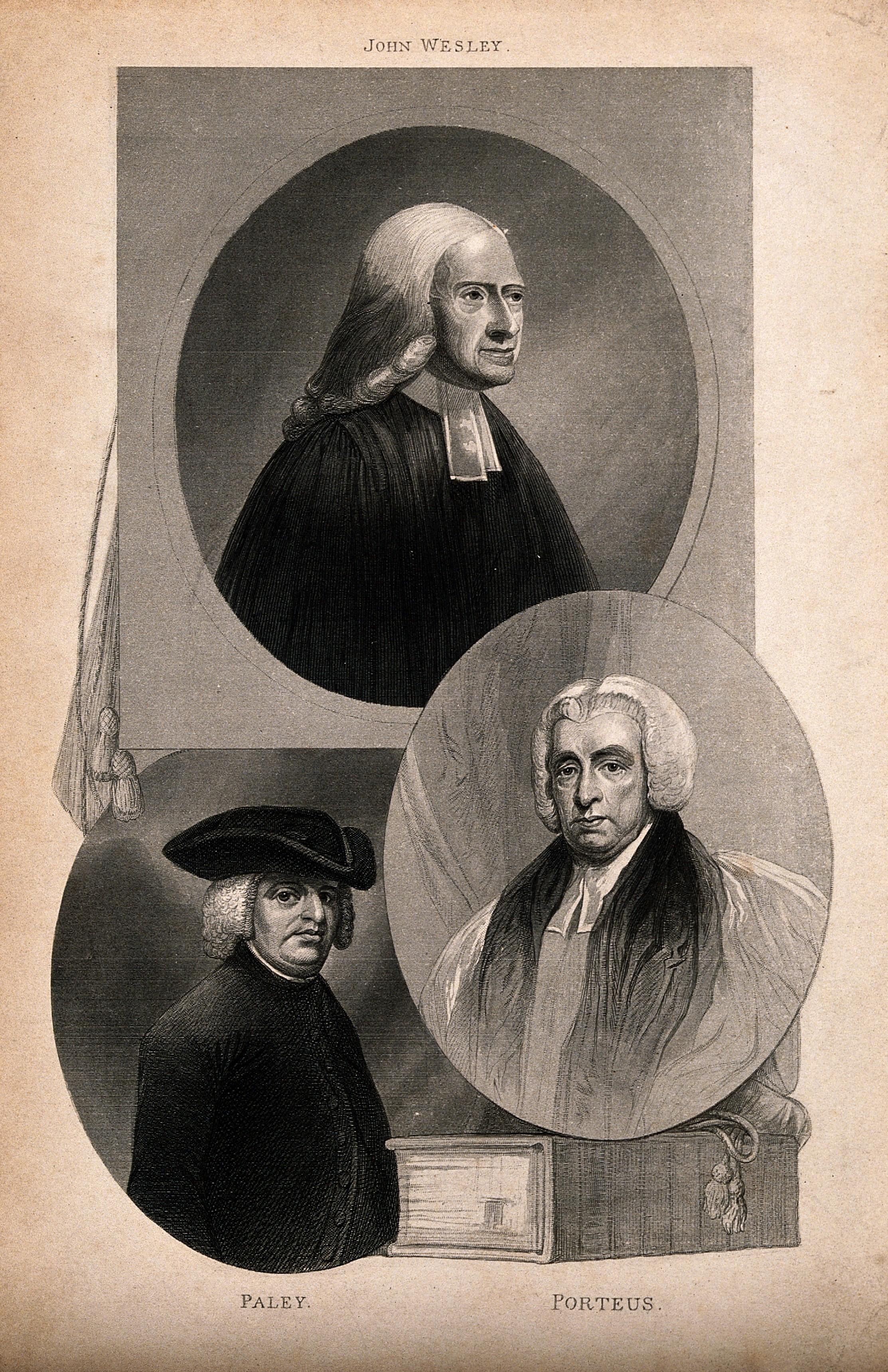
Três clérigos: John Wesley, William Paley e Beilby Porteus. Uma gravura póstuma.

Visto que Paley é frequentemente lido em cursos universitários que abordam a filosofia da religião, o momento de seu argumento do design às vezes deixa os filósofos modernos perplexos. No início do século, David Hume argumentou contra as noções de design com contra-exemplos extraídos da monstruosidade, formas imperfeitas de testemunho e probabilidade (ver analogia do relojoeiro). Os argumentos de Hume, no entanto, não foram amplamente aceitos pela maioria do público leitor e caíram "natimortos" (para usar a própria avaliação de Hume) da imprensa. Apesar da impopularidade de Hume, os trabalhos publicados de Paley e em cartas manuscritas mostram que ele se envolveu diretamente com Hume desde seu tempo de graduação até seus últimos trabalhos. As obras de Paley foram mais influentes do que as de Hume de 1800 a 1840. Os argumentos de Hume só foram aceitos gradualmente pelo público leitor, e suas obras filosóficas venderam mal até que agnósticos como Thomas Huxley defenderam a filosofia de Hume no final do século XIX.
As normas científicas mudaram muito desde os dias de Paley e tendem a fazer menos do que justiça a seus argumentos e maneiras de raciocinar. Mas seu estilo é lúcido e ele estava disposto a apresentar com transparência as evidências contra seu próprio caso. O argumento do design também foi aplicado em outros campos da investigação científica e filosófica, notadamente no que diz respeito ao ajuste fino cosmológico antrópico, ajuste fino para descoberta e a origem da vida. Seu assunto era central para as ansiedades vitorianas, o que pode ser um dos motivos pelos quais a Teologia Natural continuou a atrair o público leitor, tornando seu livro um best-seller durante a maior parte do século 19, mesmo após a publicação de A Origem das Espécies de Darwin em 1859. A Teologia Natural e as Evidências do Cristianismo atraíram os evangélicos vitorianos, embora não tanto para os adeptos do Movimento de Oxford - e ambos acharam seu utilitarismo questionável. Os pontos de vista de Paley influenciaram (positiva e negativamente) teólogos, filósofos e cientistas, então e desde então.
Além de Filosofia Moral e Política e as Evidências, Charles Darwin leu Teologia Natural durante seus anos de estudante, e mais tarde afirmou em sua autobiografia que ele foi inicialmente convencido pelo argumento. Suas opiniões mudaram com o tempo. Nas décadas de 1820 e 1830, liberais conhecidos como Thomas Wakley e outros editores radicais do The Lancet estavam usando os exemplos de envelhecimento de Paley para atacar o controle do estabelecimento sobre a educação médica e científica em Durham, Londres, Oxford e Cambridge. Também inspirou o Conde de Bridgewater a encomendar os Tratados de Bridgewater e A Sociedade para a Promoção do Conhecimento Cristão; emitirá reimpressões baratas para a classe média em ascensão. Mas enquanto a teologia natural de Paley foi desmontada ou reconstruída por intelectuais como Wakley ou os autores de Bridgewater, o núcleo do argumento manteve uma popularidade contínua com o público leitor e serviu como base para muitos catecismos e livros que foram usados na Grã-Bretanha e suas colônias até a Segunda Guerra Mundial, quando, como argumentado por Matthew Daniel Eddy, o pântano existencial da Primeira Guerra Mundial minou a teleologia moral que havia sustentado a teologia natural desde o Iluminismo.
Hoje, o nome de Paley evoca reverência e repulsa e seu trabalho é citado por autores que buscam enquadrar suas próprias visões de design. Até Richard Dawkins, um oponente do argumento do design, descreveu a si mesmo como um neopaleyano em O relojoeiro cego. Hoje, como em sua própria época (embora por razões diferentes), Paley é uma figura polêmica, um para-raios para ambos os lados na discussão contemporânea entre criacionismo e biologia evolutiva. Seus escritos refletem o pensamento de sua época, mas, como Dawkins observou, sua abordagem era forte e lógica para as evidências, fossem humanas ou naturais. Talvez isso explique por que o teórico constitucional de Oxford, AV Dicey, fez seus alunos lerem o Evidências para ensiná-los sobre o raciocínio jurídico. É por essas razões que os escritos de Paley, incluindo a Teologia Natural, constituem um notável corpo de trabalho no cânone do pensamento ocidental.

## Trabalhos
- The Principles of Moral and Political Philosophy'', 1785
- Horae Paulinae, or the Truth of the Scripture History of St Paul, 1790
- View of the Evidences of Christianity, 1794
- Natural Theology or Evidences of the Existence and Attributes of the Deity, 1802[13]